# Björn Bergmann Sigurðarson
Björn Bergmann Sigurðarson (* 26. Februar 1991 in Akranes) ist ein isländischer ehemaliger Fußballspieler.

## Werdegang

### Vereine
Björn Bergmann Sigurðarson debütierte bereits im Teenageralter für die Reservemannschaft des in seiner Heimatstadt Akranes beheimateten ÍA. 2007 rückte er in die Wettkampfmannschaft auf, bei der er in seinem ersten Jahr vornehmlich als Einwechselspieler elf Ligapartien in der Landsbankadeild bestritt. Im zweiten Jahr rückte er zur Stammkraft an der Seite von Bjarni Guðjónsson, Heimir Einarsson und Þórður Guðjónsson auf. Als Tabellenletzter stieg der Klub jedoch zum Saisonende in die Zweitklassigkeit ab.
Im Januar 2009 verließ Björn Bergmann Sigurðarson sein Heimatland, um beim norwegischen Erstligisten Lillestrøm SK einen Kontrakt zu unterzeichnen. In der Tippeligaen war der junge Angreifer in seinem ersten Jahr vornehmlich Einwechselspieler, in den folgenden Spielzeiten etablierte er sich als Stammspieler. Mit fünf Saisontoren und acht Torvorlagen in der Spielzeit 2011 gehörte er zu den zwanzig Spielern mit den meisten Torbeteiligungen, einzig Anthony Ujah war vereinsintern vor ihm. Im Jahre 2012 unterzeichnete er einen Vierjahresvertrag bei den Wolverhampton Wanderers in der zweitklassigen englischen Football League Championship. Er konnte sich dort allerdings in den ersten beiden Jahren nicht durchsetzen und wurde für die Saison 2014 an den norwegischen Verein Molde FK verliehen. Mit dieser Mannschaft gewann er das Double aus Meisterschaft und Pokal. Danach holte ihn der FC Kopenhagen auf Leihbasis bis zum Ende der Saison 2014/15 in die dänische Superliga. Hier gewann er mit dem Verein den Pokal. Danach kehrte er nach England zurück und spielte noch einige Spiele für die Wolverhampton Wanderers. Sein im Sommer 2016 auslaufender Vertrag wurde nicht verlängert. Er kehrte daraufhin wieder nach Norwegen zu Molde FK zurück. Sein Vertrag dort läuft bis Ende der Saison 2019. In der Winterpause 2017/18 wurde sein Wechsel zum russischen Erstligisten FK Rostow in die Premier Liga bekannt gegeben.
Nach einer Rückenverletzung im Herbst 2019 wurde er bei Rostow nur noch sporadisch eingesetzt. Mitte Januar 2020 wurde er bis zum Ende der Saison an den zypriotischen Verein APOEL Nikosia ausgeliehen. Bis zum Abbruch der Saison infolge der COVID-19-Pandemie bestritt er kein Spiel für Nikosia. Nach Ende der Ausleihe wurde er bei Rostow bei keinem Spiel mehr im Spieltagskader berücksichtigt.
Mitte August 2021 wechselte Björn zum norwegischen Verein Lillestrøm SK in der zweithöchsten norwegischen Liga und unterschrieb dort einen Vertrag bis Dezember 2020, dem dortigen Ende der Saison. Er bestritt für Lillestrøm 7 von 17 möglichen Spielen und schoss dabei ein Tor.
Seit Anfang 2021 steht er wieder bei Molde FK unter Vertrag. Die ersten Pflichtspiele für Molde bestritt er in der UEFA Europa League 2020/21, wo sie sich im Sechzehntelfinale gegen die TSG 1899 Hoffenheim durchsetzen konnten, aber im Achtelfinale am FC Granada scheiterten. Neben diesen vier -Spielen bestritt er nur je ein Liga- und Pokalspiel in der Saison 2021 sowie im Herbst drei Spiele in der Qualifikation zur Conference League.
Im April 2023 wechselte er für die Saison 2023 zu seinem ersten Verein, dem ÍA Akranes, zurück.

### Nationalmannschaft
Bereits als Jugendlicher war Björn Bergmann Sigurðarson für die Auswahlmannschaften des isländischen Fußballverbandes aufgelaufen. Im Rahmen der Qualifikationsspiele zur Europameisterschaftsendrunde 2012 debütierte er im September 2011 in der A-Nationalmannschaft für nur ein Spiel. Erst seit Ende 2016 kam er zu weiteren Einsätzen. Er erzielte im Rahmen der Qualifikation für die Fußball-Weltmeisterschaft 2018 beim Spiel am 24. März 2017 gegen den Kosovo sein erstes Länderspieltor. Er stand auch im endgültigen isländischen Kader für die WM, bei der Island zum ersten Mal an einer Weltmeisterschaftsendrunde teilnehmen konnte. Island schied nach einem Unentschieden gegen Argentinien und Niederlagen gegen Nigeria und Kroatien als Letzter der Gruppe D noch in der Vorrunde aus; Björn wurde in allen drei Partien eingewechselt.